# Carl Dahlhaus
Carl Dahlhaus, né le 10 juin 1928 à Hanovre et est mort le 13 mars 1989 à Berlin, est un musicologue allemand.

## Biographie
De 1947 à 1952, il étudie à l’université de Göttingen la musique de la société avec Rudolf Gerber ainsi que la philosophie, la linguistique, l’histoire et l’histoire de l’art. Durant cette période, il passe un semestre à l’université de Fribourg-en-Brisgau avec Willibald Gurllit et Hermann Zenck. Il fut remarqué en 1953 grâce à sa dissertation sur les messes de Josquin des Prés. De 1950 à 1958, grâce à une recommandation de Kurt Hirscfelds, il devient dramaturge au théâtre à Göttingen chez Heinz Hilpert. Une bourse accordée par la Deutsche Forschungsgemeinschaft lui permet ensuite de faire des recherches.
De 1960 à 1962, il est rédacteur musical de la Stuttgarter Zeitung. Walter Wiora le recrute pour mener des recherches musicales à l’Université de Kiel. En 1966, il passe l’agrégation à Kiel avec pour sujet Untersuchungen über die Entstehung der harmonischen Tonalität (« Recherches sur la naissance de la tonalité harmonique »). Par la suite, il enseigne pour peu de temps comme conseiller à l’université de la Sarre. En 1967, il devient le successeur de Hans Heinz Stuckenschmidt à la chaire d’histoire de la musique à l’université technique de Berlin. Durant cette période, il produit beaucoup d’écrits reconnus mondialement et qui attirent de nombreux étudiants aussi bien allemands qu’étrangers.
Il fut aussi à de nombreuses reprises professeur pour les cours d’été de musique contemporaine à Darmstadt. Par deux fois il enseigna comme professeur honoraire aux États-Unis en 1968 à l’université de Princeton et en 1977 à l’université de l'Illinois. Il fut l’éditeur en chef de nombreux livres sur Richard Wagner ainsi que sur Beethoven. Il s’investit dans différents domaines de la vie musicale par exemple comme président du conseil musical allemand de 1976 à 1980, de l’institut à Darmstadt pour la nouvelle musique et l’éducation par la musique ainsi que dans la société pour la recherche musicale qu’il présida de 1977 à 1980. Il fut un très bon organisateur et s’investit dans des grands projets en musicologie.
Il fut rédacteur en chef de l’édition des œuvres complètes de Richard Wagner, il compléta en ajoutant des biographies le dictionnaire musical Riemann et créa avec Hans Heinrich Eggebrecht le dictionnaire musical Brockhaus-Riemann Musiklexikon de mars 1975 à 1979, il fut aussi le concepteur de douze volumes du nouveau manuel de musicologie. Il initia avec Sieghart Döhring Pipers Enzyclopädie des Musiktheaters une encyclopédie en six volumes. Il s’occupa de deux colloques radiophoniques sur la musique et l’histoire de la musique. Il édita les textes d’une série de disques vinyles appelée  Zeitgenössische Musik in der Bundesrepublik Deutschland 1945-1980. Il fut impliqué dans la rédaction de plusieurs journaux musicaux ou universitaires. Il organisa beaucoup de congrès et de colloques et édita leur contenu. Avant tout il fut un auteur prolifique et son œuvre influença la musicologie allemande et internationale du dernier tiers du XXe siècle. Ces écrits couvrent un large spectre, mais sont principalement centrés sur la théorie, l’analyse de l’esthétique musicale et son histoire ainsi que son implication dans le monde moderne. Dahlhaus fut distingué en 1982 comme membre de l’académie pour les langues et la poésie à Darmstadt, en 1984 il fut ordonné dans l’Ordre Pour le mérite. En 1985 il fut décoré de la Grande croix fédérale du mérite. En 1987 il obtint le prix de la musique à Francfort et devint professeur d’honneur à l’université de Chicago.
Il a eu pour étudiant Anselm Gerhard.

## Sources
- Encyclopédie NEW GROVE
- Encyclopédie MGG, Personentheil